# Lilijan Kuper
Lilijan Kuper Vajolet (dr Lilian Violet Cooper, Čatam, 11. septembar 1861 —  Kvinslend, 18. avgust 1947) bila je prva žena hirurg u državi Kvinslend (Australija), sa srpskom vojskom na Solunskom frontu učesnik Velikog rata, nosilac ordena Svetog Save.

## Život i karijera
Rođena je 11. septembra 1861. godine u Čatamu, gradu u Ujedinjenom Kraljevstvu u Engleskoj, od oca Henrija Kupera pripadnika kraqevske mornarice, i majke Elizabete, rođena Ševal. Obrazovala se privatno, i vrlo rano posvetila medicini koju je zavolela u ranoj mladosti. Uprkos roditeljskom protivljenju, upisla je Londonsku školu medicine za žene 1886. godine, u kojoj je završila kurs u oktobru 1890. godine. Nakon položenih zajedničkih ispita na Kraljevskom koledžu lekara u Edinburgu, Kraljevskom koledžu hirurga u Edinburgu i Fakultetu lekara i hirurga u Glazgovu, dobila je licencu za rad u Edinburgu.
Kraće vreme radila je kao pripravnik u Halsteadu u Eseksu. Potom je u maju 1891. godine otišla u Brizbejn, najnaseljeniji grad australijske države Kvinslend sa svojim dugogodišnjom prijateljicom Žozefinom Bejford. U junu je postala prva žena lekar registrirovana u Kvislendu. Zbog njene želje da radi sa alkoholičarima, dobila je otkaz ugovora i profesionalno je bojkotovana dve godine. Nakon toga dobila je dozvolu da se učlani u medicinsko društvo u Kvislendu 1893. godine.
Dr Lilijan je 1896. godine bila prva žena koja konsultantkinja u Australiji, koja je imenovana za počasnog lekar u bolnici za bolesnu decu. Ona je takođe bila i
konsultant u drugim bolnicama uključujući i bolnicu Mater Misericordiae u koja je radila od 1906. godine do penzionisanja 1945. godine.
Kada je izbio Prvi svjetski rat, dr Lilijan je ponudila svoje usluge australijskoj vojsci. Rečeno joj je da lekarke nisu tražene na frontu i da treba da ostane kući i plete za vojnike. Ljuta što je njena ponuda za pomoć odbijena, dobrovoljno se javila Bolnici škotskih žena za službu u inostranstvu i sa Jedinicom „Amerika” godinu dana provela na Solunskom frontu, lečeći srpske vojnike u bolnici u Ostrvo, odmah iza prvih borbenih linija.
Po povratku iz vojne službe vratila se medicinsku praksi i konsultantskom radu. Godine 1926. kupila je kuću pod nazivom Old St Mary's u Main Streetu, Kangaroo Point, Kvislend, Australija i tamo nastavila da živi. Stipendistica Royal Australasian College of Surgeons postala je 1928. godine.
Penzionisala se 1941. a preminula je u svojoj kući 18. avgusta 1947. Pokopana je na groblju Toowong sa anglikanskim obredima; njeno imanje, vredno 12.315 funti u Kvinslandu i 2896 funti u Novom Južnom Velsu, pripalo je uglavnom članovima njene porodice.

## Legati i priznanja
- Orden svetog Save, dodeljen dr Lilijan od strane Kraljevine Srbije, u znak priznanja za medicinsko zbrinjavanje srpskih vojnikau Velikom ratu.[6]
- Nakon smrti dr Lilijan, gospođica Bajford je kuću i zemlju u Kangaroo Pointu u Kvinslendu donirala je milosrdnim sestrama kako bi na tom prostoru one osnovale prihvatilište za bolesne i umiruće. Sada je to bolnica Sveti Vincent (nekada bolnica Mt Olivet), čiji se deo zvao „Lilian Cooper dom za negu”.[7]
- Crkva Sv. Marije u Kangaroo Pointu u Kvinslendu ima spomen-ploču u oltaru na čijem je frontu izvezena medalja Svetog Save koju je dr Lilijan Kuper Vajolet, sa pon osom nosila na grudima.[8]
- Izborni okrug Cooper, stvoren u izbornoj redistribuciji Kvinslenda 2017. godine, dobio je ime po dr Lilijan Kuper.[9]

## Literatura
- E. S. Morgan, A Short History of Medical Women in Australia (Adel, 1970)
- H. J. Summers, They Crossed the River (Brisb, 1979)
- Medical Journal of Australia, 30 Aug, 11 Oct 1947
- Sunday Mail (Brisbane), 15 Nov 1970
- Royal Australasian College of Surgeon Archives (Sydney).

## Spoljašnje veze
- Lilian Cooper (1861—1947)
- WW1 - The Scottish Women’s Hospitals (1914—1919) (језик: енглески)